# Eurytoma potentillae
Eurytoma potentillae är en stekelart som beskrevs av Zerova 1995. Eurytoma potentillae ingår i släktet Eurytoma och familjen kragglanssteklar.
Artens utbredningsområde är Ukraina. Inga underarter finns listade i Catalogue of Life.